# Estación General Arenales
General Arenales es una estación ferroviaria ubicada en la localidad de General Arenales, partido de Partido de General Arenales, Provincia de Buenos Aires, Argentina.

## Servicios
Actualmente, no presta servicios de pasajeros ni de cargas en la actualidad.

## Historia
En el año 1901 fue inaugurada la Estación, por parte del Ferrocarril Buenos Aires al Pacífico, en el ex ramal a Santa Isabel.